# Кущинський Павло Іванович
Павло Іванович Кущи́нський (нар. 7 липня 1914, Ногайськ — пом. 25 березня 1995, Бердянськ) — український тренер з греко-римської боротьби. Заслужений тренер УРСР з 1961 року та СРСР з 1965 року, суддя вищої категорії з 1965 року.

## Біографія
Народився 7 липня 1914 року в містечку Ногайську (нині місто Приморськ, Запорізької області, Україна). У 1938 закінчив Вищу школу тренерів при Харківському інституті фізичної культури. Протягом 1938—1941 років працював тренером спортивного клубу «Сталь» у Запоріжжі, 1940 року став призером чемпіонату Української РСР та спортивного товариства «Спартак».
У 1946—1952 роках — тренер спортивного товариства «Будівельник» у Києві; у 1952—1972 роках — тренер запорізького «Металурга»; у 1972—1975 роках — тренер запорізького «АвтоЗАЗу». У Запоріжжі створив власну школу з греко-римської боротьби, де виховав низку спортсменів. У 1975—1991 роках тренер бердянських спортивних клубів «Спартак» і «Першотравневець».
Підготував низку чемпіонів світу, Європи, СРСР, зокрема Юрія Григор'єва. Помер у Бердянську 25 березня 1995 року.

## Вшанування

меморіальна дошка

У Бердянську, на фасаді будинку на вулиці Пушкіна, № 14, де жив тренер, встановлено гранітну меморіальну дошку.